# Lista de vulcões da África do Sul
Esta é uma lista de vulcões ativos, dormentes ou extintos na África do Sul.
| Nome                                       | Elevação | Elevação | Localização                  | Última erupção |
| Nome                                       | metros   | pés      | Coordenadas                  | Última erupção |
| Continente africano                        |          |          |                              |                |
| Pilanesberg                                |          |          | 25° 14′ 53″ S, 27° 05′ 02″ L | Proterozóico   |
| Ilhas do Príncipe Eduardo no Oceano Índico |          |          |                              |                |
| Ilha Marion                                | 1230     | 4035     | 46° 54′ S, 37° 45′ L         | 2008           |
| Ilha do Príncipe Eduardo                   | 672      | 2205     | 46° 38′ S, 37° 57′ L         | Holoceno       |